# Kinderglück Dortmund
Die Stiftung Kinderglück, eingetragen als bürgerliche Stiftung mit Sitz in Dortmund, wurde 2019 von Bernd Krispin in Dortmund gegründet in der Rechtsform der Stiftung. Die Stiftung Kinderglück geht aus dem Kinderglück Dortmund e.V., genauer dem Verein zur Gründung und Förderung der Stiftung Kinderglück Dortmund e.V., hervor. Die Stiftung ist in der Kinder- und Jugendhilfe tätig und setzt sich für traumatisierte, kranke und von Kinderarmut betroffene Jugendliche und Kinder in Deutschland und verstärkt im Raum Dortmund ein. Den Mitbegründern wurde 2018 für ihre ehrenamtlichen Leistungen im Kinderglück Dortmund e.V. der Verdienstorden des Landes Nordrhein-Westfalen verliehen.

## Themenbereiche
- Bekämpfung der Auswirkungen von Kinderarmut
- Hilfe bei Vernachlässigung und Gewalt
- Unterstützung bei Krankheit
- Kulturförderung[4]
- Sportförderung

## Kinderglück-Projekte (Auswahl)
- Kinderglück-Schulranzen: Ein Großprojekt des Vereins ist das jährliche Schulranzenprojekt, das Kindern aus sozialschwachen Familien zugutekommt. 2018 spendete der Verein mehr als 1.500 Schulranzen[5][6] die von Kitamitarbeitern beantragt wurden. Die Verteilung erfolgt ohne das Beisein der Kinder, damit diese nicht wissen, dass es sich um eine Spende handelt. Der Kinderglück Dortmund e.V. begründet diese Maßnahme mit Erkenntnissen, die besagen, dass Kinder die mit ihrer Armut fortwährend konfrontiert werden, ein geringeres Selbstwertgefühl entwickeln.[7]
- Kinderglück-Kissen: Die Kissen werden von Ehrenamtlichen auf Kissenpartys genäht und an Kinderkliniken und Rettungsleitzentralen gespendet. Sie dienen als erste Trostspender für kranke und verunfallte Kinder. Insgesamt werden 5.000 Stück pro Jahr verteilt.[8]
- Ferienpatenschaften: Der Verein finanziert Ferienaufenthalte für Kinder aus betreuten Wohnsituationen und für von Kinderarmut betroffene Kinder und Jugendliche.
- Kinderglück-Finca: Die Finca „Casa de los niños felices“ auf Mallorca steht Kindern und Jugendlichen aus dem stationär und ambulant betreuten Bereich sowie Gruppen mit chronisch kranken Kindern zur Verfügung.[9][10]
- KiTaletics: Sportpräventionsprogramm für Kindergartenkinder im Raum Dortmund, das seit 2018 durch ausgebildete Trainer in den Kindertagesstätten durchgeführt wird. Das Angebot ist für die Kita kostenlos.[11]
- BVB-Tage:Einladung von Kindern und Jugendlichen zu Heimspielen von Borussia Dortmund.[12]
- Kulturförderung: Unterstützung von Theaterprojekten, die Kindern und Jugendlichen zugutekommen oder von Kindern und Jugendlichen durchgeführt werden.[13]
- Instrumente: Beschaffung und Bereitstellung von Instrumenten.[14]

## Auszeichnungen
Bernd Krispin wurde für sein Engagement im September 2017 zum Dortmunder des Jahres gewählt. Im August 2018 erhielten das Ehepaar Susanne Krispin und Bernd Krispin für ihre ehrenamtliche Leistung mithilfe des Kinderglück Dortmund e.V. den Verdienstorden des Landes Nordrhein-Westfalen von Ministerpräsident Armin Laschet verliehen.